# Oumm Ayman
De son vrai nom Barakah bint Tha'laba, Oumm Ayman (née en ? - morte en novembre 632) était l'esclave et la nourrice abyssinienne du dernier prophète de l'islam, Mahomet. Mahomet l'aimait comme une seconde mère. C'est également l'une des épouses de Zayd Ibn Harithah, chef de l'armée de Mahomet.  

## Biographie traditionnelle
Oumm Ayman, d'origine abyssinienne, faisait partie de l'héritage que Mahomet reçut à la mort de sa mère, à l'âge de 5 ans, au moment où il fut confié à la garde de son grand-père Abd-El-Mottalib et de son oncle Abou Talib. Elle fut sa nourrice et comme une mère pour lui,.  Mahomet l'affranchit quand il épousa Khadija bint Khuwaylid, en 595[réf. nécessaire]. 
Oumm Ayman resta toujours auprès de Mahomet, même après son affranchissement. À cette époque, elle était mariée à Ubayd ibn Zayd et avait eu un fils de lui, qu'elle avait nommé Ayman. Oumm Ayman devint vite veuve[réf. nécessaire]. Elle épousa par la suite Zayd ibn Haritha, affranchi et fils adoptif de Mahomet. Zayd jugeait qu'Oumm Ayman n'était ni belle ni gracieuse, mais elle était méritante[réf. nécessaire]. Plusieurs hadiths rapportent des paroles valorisantes qu'aurait dit Mahomet à son égard. Elle fait partie des compagnons (ṣaḥāba) célèbres de Mahomet.
Oumm Ayman crut immédiatement en l'islam, dès 610. Elle aimait tellement Mahomet (son ancien petit protégé) qu'elle n'avait aucun doute quant à son rôle de Messager d'Allah. Elle joua un rôle important dans la lutte contre la persécution des musulmans à La Mecque. Elle relayait les messages que Khadija bint Khuwaylid envoyait à son mari Mahomet jusqu'à la cachette de ce dernier, au péril de sa vie.  Oumm Ayman émigra d'abord dans le royaume d'Aksoum en 615, pour échapper aux persécutions mecquoises, puis elle émigra à Médine en 622.
Selon l'historien musulman Ibn Sa'd al-Baghdadi (VIIIe – IXe siècle), elle participa à plusieurs batailles où elle était porteuse d'eau et infirmière. Elle donnait à boire aux soldats musulmans et soignait les blessés. Elle fut présente notamment aux batailles de Uhud (en 625), de Khaïbar (en 628) et de Hunayn (en 630),.  Selon  Ibn Sa'd, elle aurait été gentiment réprimandée par Mahomet alors qu'elle invoquait une malédiction divine contre l'armée ennemie.
En 629, elle se retrouva veuve une seconde fois. Son époux Zayd mourut en chahid à la bataille de Mu'tah, en Syrie[réf. nécessaire]. Oumm Ayman éprouva un grand chagrin quand Mahomet mourut, en juin 632. Elle mourut cinq mois après lui. Bien que ne faisant pas partie de "10 promis au Paradis", les dictionnaires biographiques la considèrent comme aussi promise au Paradis.

## Hommage
Il existe un lycée public Oum Ayman à Fès, au Maroc.